# محمود اسکندری
محمود اسکندری (۵ شهریور ۱۳۲۶ در کرج – ۱۲ آبان ۱۳۸۰) سرهنگ خلبان جنگنده نیروی هوایی ارتش ایران بود. وی در جنگ ایران و عراق حضور مستمر و در چهار عملیات مهم شامل: عملیات آزادسازی خرمشهر، عملیات اچ۳، عملیات بغداد و عملیات کمان ۹۹ شرکت مؤثر داشت.
از وی به‌عنوان یکی از برجسته‌ترین خلبان‌های نیروی هوایی ایران نام برده می‌شود.

## ماموریت‌ها
اسکندری در طول جنگ ایران و عراق به عنوان خلبان با هواپیمای جنگنده اف-۴ فانتوم ۲ پرواز می‌کرد.
- عملیات اچ۳ (۱۵ فروردین ۱۳۶۰[۵]) – این عملیات از سوی شرکت مک دانل داگلاس سازندهٔ هواپیمای فانتوم اف-۴، به‌عنوان کامل‌ترین عملیات انجام شده توسط این نوع هواپیما، و اسکندری نیز به‌عنوان ماهرترین خلبان این نوع هواپیما شناخته‌شده است.[۴][۶]
- آزادسازی خرمشهر (۱۷ اردیبهشت ۱۳۶۱[۱][۲]) – انهدام پل اروند بر روی رود اروندرود توسط اسکندری و مهیا شدن شرایط محاصره و شکست نیروهای عراقی، بر روند آزادسازی خرمشهر مؤثر بود.[۴]
- عملیات بغداد (تیر ۱۳۶۱) – در این عملیات، عباس دوران بر اثر اصابت موشک و سقوط هواپیمایش کشته شد، اما اسکندری موفق شد هواپیما را سالم به پایگاه بازگرداند.[۴][۱][۷]

## اخراج از ارتش و زندان
اسکندری در سال ۱۳۶۶ به اتهام ارتباط با گروه‌های سلطنت طلب، زندانی و از نیروی هوایی اخراج شد. گفته می‌شود این اتهام به دلیل تماس همکار سابقش در پایگاه سوم شکاری با او مطرح شده است که منجر به حکم چهار سال حبس و اخراج از ارتش شد.
پس از اخراج با پیگیری دیگر همکاران او همچون سرتیپ علی‌اکبر زمانی (فرماندهٔ وقت پایگاه بوشهر) و فرج‌الله براتپور حکم اخراج اسکندری به بازنشستگی تبدیل شد.

## مرگ
اسکندری در ۱۲ آبان ۱۳۸۰ در یک تصادف رانندگی کشته شد و تحت تدابیر شدید امنیتی در امامزاده حیدر کلاک کرج به خاک سپرده شد.

## یادبودها
- در شهریور ۱۳۹۹، خبرگزاری مهر میزگردی با عنوان «پهلوان محمود اسکندری؛ قهرمانی که باید از نو شناخت» با حضور خلبانان و فرماندهان نیروی هوایی ارتش از جمله (علی‌اکبر زمانی)(محمود ضرابی)، (فرج‌الله براتپور)، (فریدون صمدی) و… برگزار شد که به مرور زندگی و فعالیت‌های محمود اسکندری می‌پرداخت.[۱۲][۱۳]
- کتاب «ناصر ایجکت نکن» (۱۳۹۹) که با قلم مهدی بابامحمودی منتشر شد، مجموع خاطرات همرزمان خلبان محمود اسکندری از معروف‌ترین عملیات‌هایی است که با او در یک فانتوم قرار داشتند.[۱۴]
- فیلم مستند «تنها، نترس، بدون سلاح» (۱۴۰۲) به موضوع انهدام پل استراتژیک و مخفی عراق روی خرمشهر می‌پردازد.[۱۵]
- بر اساس داستان عملیات بغداد، فیلم سینمایی خلبان (۱۳۷۶) به کارگردانی جمال شورجه ساخته شده است.[۱۶]